# Караобинский сельский округ (Западно-Казахстанская область)
Караобинский сельский округ — административно-территориальное образование в Казталовском районе Западно-Казахстанской области.

## Административное устройство
1. село Караоба
2. село Енбек
3. село Конысбай